# Insomniac (album của Enrique Iglesias)
Insomniac là album phòng thu thứ tám (và album tiếng Anh thứ tư) từ ca sĩ người Tây Ban Nha Enrique Iglesias. Nó đánh dấu sự hợp tác đầu tiên của anh với một rapper (Lil Wayne) cũng như sự cover ca khúc "Tired of Being Sorry" từ một nghệ sĩ khác (ban nhạc indie Ringside). Album được phát hành ở Hoa Kỳ ngày 12 tháng 6 năm 2007 và trên toàn thế giới ngày 11 tháng 6 năm 2007.
Album có sự đổi mới trong phong cách âm nhạc của Iglesias khi có sự kết hợp dòng nhạc pop, R&B và hip hop đương đại chứ không thuần Latin pop chủ đạo như trước kia. Tuy được giới phê bình đánh giá tích cực nhưng album lại thất bại về thương mại: tính đến nay, album chỉ bán được khoảng 1,2 triệu bản trên toàn thế giới.

## Danh sách bài hát
1. "Ring My Bells" - 3:56
2. "Push (có mặt Lil Wayne)" - 3:53
3. "Do You Know? (The Ping Pong Song)" - 3:40
4. "Somebody's Me" - 4:00
5. "On Top of You" - 3:40
6. "Tired of Being Sorry" - 4:03
7. "Miss You" - 3:23
8. "Wish I Was Your Lover" - 3:25
9. "Little Girl" - 3:47
10. "Stay Here Tonight" - 4:15
11. "Sweet Isabel" - 3:15
12. "Don't You Forget About Me" - 3:12
13. "Dímelo" - 3:39
14. "Alguien Soy Yo" - 4:00
15. "Amigo Vulnerable" - 4:03
16. "Baby Hold On" (Target Bonus Track) - 3:49
17. "Hero" (Thunderpuss Edit) (Bonus Track châu Âu và châu Á)
18. "Not in Love" (có mặt Kelis) (Armand Van Helden Club Mix) (Bonus Track châu Âu)
19. "Can You Hear Me?" (Ca khúc nhạc nền UEFA Euro 2008) (Bonus Track bản phát hành lại)
20. "Laisse Le Destin L'emporter" (có mặt Nâdiya) (Bonus Track bản phát hành lại)
21. "Do You Know? (The Ping Pong Song)" (Ralphi Rosario And Craig CJ's Radio Edit) (Bonus Track bản phát hành lại)

Bản phát hành lại ở Ấn Độ đi kèm một DVD có những video âm nhạc cho các bài hát "Do You Know", "Somebody's Me", "Tired of Being Sorry" và "Push".

## Xếp hạng, doanh số và chứng nhận
| Bảng xếp hạng (2007)                | Vị trí cao nhất | Chứng nhận  | Doanh số |
| ----------------------------------- | --------------- | ----------- | -------- |
| Australian Albums Top 50            | 44              |             |          |
| Austrian Albums Top 75              | 14              |             |          |
| Belgian (Flanders) Albums Chart     | 38              |             |          |
| Belgian (Wallonia) Albums Chart     | 47              |             |          |
| Danish Albums Top 40                | 5               |             |          |
| Dutch Top 100 Albums Charts         | 6               | Vàng        | 30.000   |
| Finnish Albums Top 40               | 16              |             |          |
| French Albums Top 150               | 36              |             | 40.000   |
| German Albums Top 50                | 14              |             |          |
| Hungarian Albums Top 40             | 31              |             |          |
| Irish Albums Top 75                 | 16              | Bạch kim    | 20.000+  |
| Italian Top 100 Albums Chart        | 43              |             | 10.000   |
| Mexican Top 100 Albums Chart        | 4               | Vàng        | 50.000   |
| Mexican International Top 20 Albums | 1               | Vàng        | 50.000   |
| Polish Zpav/Olis Album Chart        | 13              | Bạch kim    | 90.000   |
| Russian Album Chart                 | -               | 5× Bạch kim | 100.000  |
| Spanish Top 100 Albums Chart        | 3               |             | 30.000   |
| Swedish Top 60 Albums Charts        | 24              |             |          |
| Swiss Albums Top 100                | 8               |             |          |
| UK Top 200 Albums Chart             | 3               | Vàng        | 230.000  |
| U.S. Billboard Top 200 Albums       | 17              |             | 300.000  |